# Joppa beskei
Joppa beskei là một loài tò vò trong họ Ichneumonidae.